# Борис Ганев (офицер)
Борис Радев Ганев е съветски и български военен офицер, генерал-майор, летец.

## Биография
Роден е на 2 или 31 юли 1902 г. в никополското село Лозица в семейството на учителя Ради и съпругата му Иванка. От 1925 г. е член на БКП, а от 1932 г. и член на ВКП (б.). Завършва Лозаро-винарското училище в Плевен.
Известно време е учител. След Първата световна война постъпва като войник-доброволец и е зачислен в първа колоездачна дружина. Поради това може да се запише да учи в Свободния университет. През 1927 г. завършва авиационното училище в Божурище и излиза със звание пилот-авиатор. Започва службата си като летец в бомбардировъчното ято на Въздушните войски. От 1928 до 1930 г. учи в Школата за запасни офицери, но излиза със звание фелдфебел-школник с подофицерски чин. Работи като пилот на самолет в пощенското ято. След негов протест и този на негови колеги е уволнен дисциплинарно на 1 май 1931 г.
През декември 1931 г. заминава за Германия под предлог, че ще учи, но от там имигрира в СССР. Там под името Василий Славчев Петров служи в съветската авиация до 25 октомври 1944 г. По време на военната си служба в СССР е последователно инструктор (1932-август 1933), командир на ескадрила (август 1933) и началник-щаб на Тамбовското авиационно училище (от 1937). През 1939 г. е назначен за началник на Енисейската авиационна група в Красноярск и от 1941 г. е началник-курс за висша летателна подготовка в Минерални води и Ташкент. По време на Втората световна война е инструктор по безопасността на полетите в средноазиатските републики на СССР (1943).
На 25 октомври 1944 г. по нареждане на Георги Димитров се завръща в България. Първоначално е назначен за командир на военноучебен полк. Назначен е за началник на учебните заведения на Военновъздушните сили на Българската армия. По същото време е временен командир на 5-ти бомбардировъчен рояк в Пловдив. От декември 1946 г. е началник на новосъздадената Дирекция „Въздушни съобщения“.
Ранен е тежко при редовен полет от София-Варна-Бургас-София от групата на Страхил Михалакиев при отвличането на самолета на дирекцията. Умира на 30 юни 1948 г. в Истанбул. Произведен е посмъртно в генерал-майор. Удостоен е посмъртно и със званието „Герой на социалистическия труд“ (указ № 1185 от 12 август 1977).